# داروين غونزاليس
داروين غونزاليس (بالإسبانية: Darwin González) (20 مايو 1994 في فنزويلا - ) هو لاعب كرة قدم فنزويلي في مركز الوسط. لعب مع أتلتيكو باتروناتو.

## وصلات خارجية
- داروين غونزاليس على موقع قاعدة بيانات كرة القدم.إي يو (الإنجليزية)
- داروين غونزاليس على موقع Soccerway.com (الإنجليزية)
- داروين غونزاليس على موقع AS.com (الإسبانية)